# Artemis Fowl (film)
Artemis Fowl is een Amerikaanse sciencefiction-avonturenfilm uit 2020, gebaseerd op de gelijknamige roman uit 2001 van Eoin Colfer. De film is door Kenneth Branagh geregisseerd vanuit een scenario dat onder andere door Conor McPherson en Hamish McColl is geschreven.

## Verhaal
De film beschrijft de avonturen van Artemis Fowl II, een twaalfjarig Iers wonderkind die samenwerkt met zijn trouwe dienaar, een dwerg en een fee, om zijn vader, Artemis Fowl I, te redden die door een bende feeën is ontvoerd die het op een voorwerp hebben gemunt dat de familie Fowl heeft gestolen.

## Rolbezetting
| Personage              | Acteur             | Stemacteur (Nederland)  |
| ---------------------- | ------------------ | ----------------------- |
| Artemis Fowl II        | Ferdia Shaw        | Sonny Coops van Utteren |
| Holly Short            | Lara McDonnell     | Anne Buhre              |
| Mulch Diggums          | Josh Gad           | Daan van Rijssel        |
| Juliet Butler          | Tamara Smart       | Dewi Mentink            |
| Domovoi (Dom) Butler   | Nonso Anozie       | Werner Kolf             |
| Artemis Fowl I         | Colin Farrell      | Huub Dikstaal           |
| commandant Julius Root | Judi Dench         | Wimie Wilhelm           |
| Opal Koboi             | Hong Chau          | Lucas Dietens           |
| Foaly                  | Nikesh Patel       | Juneoer Mers            |
| Briar Cudgeon          | Joshua McGuire     | Rutger le Poole         |
| Trouble Kel            | Chi-Lin Nim        |                         |
| Goblin Chief           | Adrian Scarborough | Joost Claes             |
| Goblin Sergeant        | Vincenzo Nicoli    |                         |
| Goblin Lieutenant      | Conor MacNeill     |                         |
| Angeline Fowl          | Miranda Raison     |                         |
| Beachwood Short        | Laurence Kinlan    |                         |
| rechercheur            |                    | Timo Bakker             |
| dr. Po                 |                    | Lucas Dietens           |
| nieuwslezer            |                    | Hein van Beem           |

### Nederlandse nasynchronisatie
De Nederlandse nasynchronisatie lag in handen van Wim Pel Produkties. Geregisseerd door Hein van Beem en vertaald door Jan-Willem Verkuyl. De overgenomen boekvertalingen betreft die van de uitgeverij Van Goor, vertaald door Mireille Vroege. De nabewerking vond plaats bij Dubbing Brothers. De creatief directrice was Nadira Kacimi.

### Overige Nederlandse stemmen
Onderstaande stemacteurs hebben ook stemmen in de Nederlandse versie vertolkt:
- Dominique de Bont;
- Jip Bartels;
- Hymke de Vries;
- Melise de Winter;
- Isabel Commandeur;
- Victor van Swaay.

## Productie
Het was eigenlijk de bedoeling dat de film in 2001 als handelsconcept van Miramax zou verschijnen, maar de film werd afgelast als gevolg van ernstige problemen in de ontwikkeling. Diverse schrijvers en regisseurs wisselde elkaar af totdat de rechten in 2013 in handen van Walt Disney Pictures kwamen te liggen. Branagh werd in september 2015 aangenomen en een groot deel van de spelers in 2017. Het filmen begon in maart 2018, verspreid over heel Europa.
De film stond eigenlijk op de agenda voor de bioscoop. Onder de naam Artemis Fowl verscheen de film op 12 juni 2020 digitaal op de videodienst Disney+. De film kreeg overwegend negatieve kritieken met een score van 10% op Rotten Tomatoes, gebaseerd op 105 stemmen.